# 泰晤士河躯干连环谋杀案
泰晤士河躯干连环谋杀案（Thames Torso Murders）亦常被称作泰晤士河连环谜案（Thames Mysteries）或河堤连环谋杀案（Embankment Murders），是于1887至1889年发生在英格兰伦敦的一系列至今未解的杀害女性案件。该连环命案中包括四起事件，当局認為這四起案件是屬於同一系列的謀殺案。四个案件无一被破获，四名遇害者中只有一人的身份得到确认。另外，调查方也在1873至1902年间发生的其他类似谋杀案与该系列谋杀案之间有所联系。
有人猜测泰晤士河连环谋杀案与其同时代的白教堂连环谋杀案和開膛手傑克有关。但是，泰晤士河躯干谋杀案凶手的犯罪手法与其他未确认身份的凶手——包括开膛手杰克在内——的作案手法间存在差异，后者一般都会残害受害人的腹部与生殖器，而前者则是会把受害者的尸体肢解。